# Karl Radek

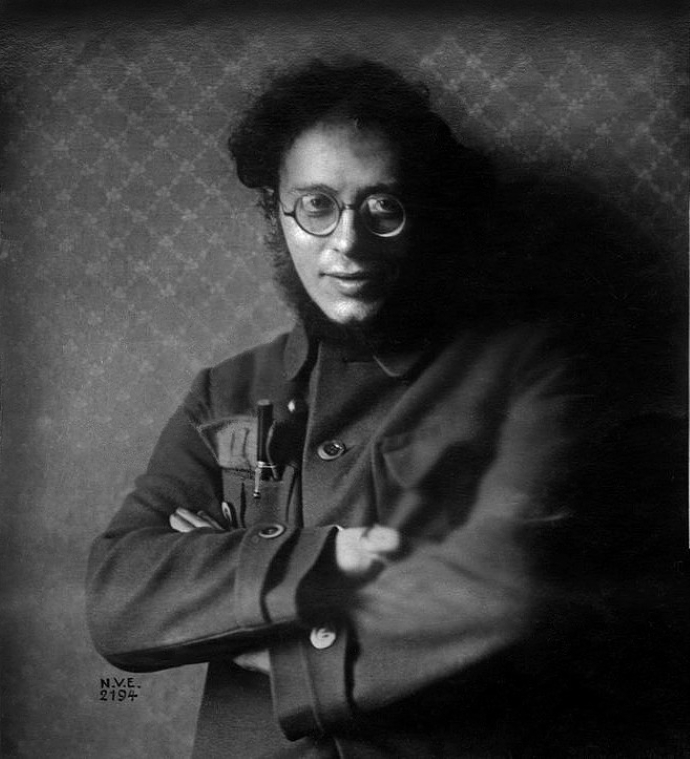
Karl Radek (ca. 1920)

Karl Radek (russisch Карл Бернгардович Радек/Karl Berngardowitsch Radek, gebürtig Karol Sobelsohn; Pseudonyme Parabellum und Struthahn; * 31. Oktober 1885 in Lemberg, Galizien, Österreich-Ungarn; † vermutlich 19. Mai 1939 in Nertschinsk, Sowjetunion) war ein Journalist und Politiker, der in Polen, Deutschland und der Sowjetunion wirkte. Er wird als der Namensgeber der politischen Strömung des Nationalbolschewismus angesehen.

## Leben

### Herkunft
Radek stammte aus einer jüdischen Familie. Zu Hause wurde Deutsch gesprochen, die Familie orientierte sich an der deutschen Kultur. Jedoch hatte Radek bereits als Schüler Kontakt zur polnischen Arbeiterbewegung, schrieb auch für polnische Zeitungen und sah sich selbst als Atheist. Jiddisch lernte Radek nach eigenen Angaben erst als Erwachsener und „mehr aus Jux“.

### Zwischen Deutschland und Russland
Radek gehörte anfangs zu den führenden Politikern in der polnischen und deutschen Sozialdemokratie. Er trat 1904 der Sozialdemokratie des Königreichs Polen und Litauens (SDKPiL) bei. Wegen seiner Beteiligung an der russischen Revolution von 1905 (einer ihrer Hauptschauplätze war das damals zu Russland gehörende Warschau) inhaftierten ihn die russischen Behörden für ein Jahr. 1907 emigrierte Radek nach Deutschland, wo er Mitglied der SPD wurde.
Dort erarbeitete er sich ab 1908 als geist- und kenntnisreicher Journalist, insbesondere auf dem Gebiet der Außenpolitik, eine führende Rolle in der sozialdemokratischen Presse. So redigierte oder schrieb er für die Bremer Bürgerzeitung, die Leipziger Volkszeitung, die Dortmunder Arbeiterzeitung sowie die SPD-Parteizeitschrift Neue Zeit.
Obwohl er anfangs mit Rosa Luxemburg gemeinsam den linken Flügel der deutschen Sozialdemokratie im Kampf gegen die gemäßigteren Richtungen gebildet hatte, entwickelte er sich zu ihrem Kritiker. Nach einem Zerwürfnis mit der Führungsriege um Luxemburg, Leo Jogiches und Julian Marchlewski wurde er 1911 aus der SDKPiL ausgeschlossen. Anschließend konzentrierte er seine Aktivitäten auf Deutschland. Dort veröffentlichte er in der Göppinger Freien Volkszeitung und der Leipziger Volkszeitung heftige Angriffe auf Karl Kautsky und dessen neue Ultraimperialismus-Theorie. Diese offenen und scharfen Angriffe auf einen Genossen lösten einen Skandal in der Partei aus. Der Unwillen gegenüber Radek innerhalb der Partei nahm zu. Nachdem Friedrich Ebert auf dem Parteitag 1912 klar Stellung gegen Radek bezogen hatte, wurde er auch aus der SPD ausgeschlossen. Er schloss sich dann, schon vor dem Ersten Weltkrieg, dem späteren Revolutionsführer Lenin an und war einer seiner Vertrauensleute im Schweizer Exil. Er war weiter publizistisch auf Deutsch tätig, vor allem in der Berner Tagwacht erschienen seine Artikel (unter dem Pseudonym Parabellum), die sich gedanklich in eine Reihe mit den Schriften Lenins, Trotzkis und Sinowjews stellten, aber wegen ihrer gefälligeren Form weit größere Beachtung fanden.
Vom 5. bis zum 8. September 1915 nahm er als Vertreter des Regionalkomitees Warschau der SDKPiL (zum Warschauer Flügel hatte er ein gutes Verhältnis) an der Zimmerwalder Konferenz teil. Hier trafen sich die radikaleren Vertreter der sozialistischen Parteien, aber auch (zu Radeks und Lenins Enttäuschung) moderatere Pazifisten erstmals seit Kriegsausbruch wieder, um von den sozialistischen Parteien zu fordern, in ihren jeweiligen Ländern die Zustimmung zu weiteren Kriegskrediten zu verweigern. Innerhalb der in Zimmerwald versammelten pazifistischen Sozialisten organisierten Lenin und Radek einen linken Block, die so genannte „Zimmerwalder Linke“. Ein von Radek vorbereiteter radikaler Beschlusstext konnte sich nicht durchsetzen. Stattdessen wurde die pazifistische Konsensfassung des Zimmerwalder Manifests beschlossen. Radek unterschrieb dabei auch Lenins radikaleres Zusatzprotokoll, in dem dieser forderte, den „kapitalistischen Krieg“ in einen „Krieg gegen den Kapitalismus“ umzuwandeln.
In der Zeit der Februarrevolution 1917 in Russland redigierte Radek in Stockholm die Zeitschrift Der Bote der russischen Revolution und nach der Oktoberrevolution 1917/18 das Petersburger Blatt Der Völkerfriede sowie das Moskauer Blatt Die Weltrevolution, die beide in deutscher Sprache zum Zweck der Antikriegs-Propaganda erschienen. Radek begleitete Lenin im April 1917 auf dessen Rückreise nach Russland über Deutschland und Schweden. Er wurde in Folge 1918 Delegierter bei den Friedensverhandlungen zwischen Deutschland und Sowjetrussland, die zum Friedensvertrag von Brest-Litowsk führten.

### Vom Moabiter Salon zum Komintern-Vertreter
Ende 1918 reiste er illegal nach Deutschland ein, um zu sondieren, ob die Bolschewiki von dort Unterstützung erwarten könnten. Er wurde jedoch am 12. Februar 1919 verhaftet, mit dem Vorwurf der „Beihilfe zum Spartakusputsch, Aufreizung und Geheimbündelei“.
Radek erhielt bald die Erlaubnis, in der Haft im Zellengefängnis Lehrter Straße in Berlin-Moabit zu arbeiten. Er legte sich dafür eine Bibliothek an, für die ihm eine weitere Gefängniszelle zugewiesen wurde. In diesem „Moabiter Salon“ empfing er deutsche Politiker, Journalisten und Intellektuelle. Dazu gehörte auch die Begegnung mit dem Wirtschaftsführer Walther Rathenau von der AEG, dem späteren deutschen Außenminister. Beide erkannten, trotz unterschiedlicher Standpunkte und persönlicher Abneigung, dass ihre Staaten gemeinsame Interessen hatten. Damit war eine Grundlage für den späteren Vertrag von Rapallo geschaffen.
Nach seiner Freilassung Ende Januar 1920 ging Radek nach Moskau. Bei der Sowjetführung galt er nun als Deutschlandspezialist. Im März 1920 wurde er Sekretär für Deutschland im Exekutivkomitee der Komintern. Schon im Dezember desselben Jahres nahm er als Vertreter der Komintern am Parteitag der deutschen KPD teil, auf dem sich der linke Flügel der USPD der Partei anschloss (vgl. VKPD). Diese war nun mit 350.000 Mitgliedern die erste kommunistische Massenpartei außerhalb Sowjetrusslands. Als Vertreter der Komintern unterstützte er nachdrücklich den Hamburger Aufstand der KPD 1923. Die Politik der SPD-Regierung bezeichnete er dagegen als „Sozialfaschismus“. Im September 1923 lernte Radek die sowjetische Schriftstellerin und Revolutionärin Larissa Reissner kennen und war mit ihr bis zu ihrem Tod 1926 liiert.
Radek gilt als wichtigster Vertreter einer neuen Linie der KPD, die 1923 unter starkem Bezug auf patriotische Themen die „proletarisierende Mittelschicht“ für sich zu gewinnen suchte. Nach einer Rede, die Radek am 20. Juni 1923 auf dem 3. Plenum des Exekutivkomitees der Kommunistischen Internationale (EKKI) hielt und in der er Bezug auf Albert Leo Schlageter nahm, einen von der deutschen Rechten verehrten, von den Franzosen während der Ruhrbesetzung hingerichteten Freikorpsler, wird diese neue Politik auch als „Schlageter-Linie“ bezeichnet. Weniger der Inhalt als der Ton der Rede gelten als neu, weil die „Faschisten“ direkt angesprochen werden und Schlageter lyrisch als „Märtyrer des deutschen Nationalismus“ gewürdigt wird. Radek sprach – bezugnehmend auf den Titel eines Romans Friedrich Freksas – von Schlageter als einem Wanderer ins Nichts, wenn man den „Sinn seiner Geschicke“ nicht verstehe. Gegner Radeks in der KPD, darunter etwa Ruth Fischer, haben die Rede als Beleg angeführt, Radek habe eine Einheitsfront zwischen deutschen Nationalisten, der Armee und der Kommunistischen Partei angestrebt. Louis Dupeux betont dagegen, Radek und die Führung der KPD hätten mit der „Schlageter-Linie“ eine großangelegte Strategie entwickelt, um über die Einheitsfront hinaus die Mittelschicht und damit endlich eine breite Mehrheit für die Revolution zu gewinnen. Mittlerweile ist bekannt, dass der Schlageter-Kurs hinter den Kulissen in der KPD sehr umstritten war, insbesondere bei der Parteilinken, die den Kurs als Abweichung vom Internationalismus der KPD kritisierte. Der Kurs wurde bereits im September 1923 aufgegeben.
Aus den ersten Reihen der politischen Macht bereits ausgeschlossen, wurde Radek 1925 erster Rektor der im November eröffneten Sun-Yatsen-Universität in Moskau. Diese stand ausschließlich chinesischen Studenten (Angehörigen der Kommunistischen Partei Chinas sowie der Kuomintang) offen.

### Zwischen Trotzki und Stalin

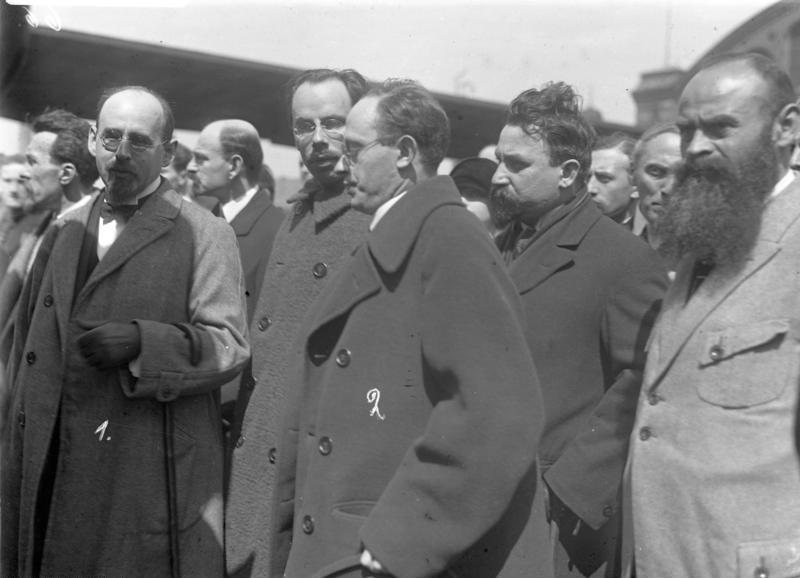
Karl Radek (Mitte), 1923

In den 1920er Jahren gehörte Radek als Mitglied des Zentralkomitees der KPdSU (bis 1924) zur Opposition um Trotzki, wurde 1927 aus der Partei ausgeschlossen und nach Sibirien verbannt. Nach der Rückkehr und seiner „Selbstkritik“, d. h. der willenlosen Unterwerfung unter die offizielle Linie der Partei 1929, war er als Journalist (Redakteur der Iswestija 1930–37) und Kulturfunktionär tätig. Nach Berichten von Zeitzeugen verärgerte er Stalin wiederholt, weil er auf internen Sitzungen satirische Witze über das Parteiregime erzählte. Doch 1934 rechtfertigte er in einem Prawda-Artikel den Personenkult Stalins.
Jedoch wurde der Stalinismus Radek zum Verhängnis. 1937 wurde er als Anhänger Trotzkis im zweiten Moskauer Schauprozess angeklagt. Im Prozessverlauf versuchte er auf versteckte Weise anzudeuten, dass er trotz seiner scheinbaren Geständnisse kein Verräter sei. So erinnerte er den Staatsanwalt Wyschinski daran, dass die Anklage einzig auf seiner Aussage beruhe, und erwähnte in Folge auch „andere Absprachen“. Es wird vermutet, dass es diese Absprachen waren, die ihm ein Todesurteil ersparten. Radek wurde schließlich im Februar 1937 zu zehn Jahren Lagerhaft verurteilt.
Radek wurde angeblich in seiner Haftzeit in einem sowjetischen Arbeitslager von Mithäftlingen umgebracht, wahrscheinlich 1939. Der Stalinismusforscher Wladislaw Hedeler zitiert dazu den Journalisten und Revolutionär Victor Serge, der etwa 1937 kurz nach dem Prozess gegen Radek in mehreren Analysen der Schauprozesse prophezeit hatte, dass Radek in der Haft ermordet werden würde. Erst in der Perestroika-Zeit wurde Radek 1988 rehabilitiert.

## Schriften (Auswahl)
- Der deutsche Imperialismus und die Arbeiterklasse. Buchhandlung der Bremer Bürger-Zeitung, Bremen 1912.
- Die Entwicklung der deutschen Revolution und die Aufgabe der kommunistischen Partei. Stuttgart-Degerloch, Spartakus 1919.
- Die Entwicklung des Sozialismus von der Wissenschaft zur Tat (= Kommunistische Bibliothek. Bd. 2, ZDB-ID 844324-5). Verlag Rote Fahne, Berlin 1919.
- Proletarische Diktatur und Terrorismus. Hoym, Hamburg 1919.
- Die Entwicklung der Weltrevolution und die Taktik der kommunistischen Parteien im Kampfe um die Diktatur des Proletariats. Westeuropäisches Sekretariat der Kommunistischen Internationale, Berlin 1920, Digitalisat.
- Die auswärtige Politik Sowjet-Russlands (= Bibliothek der Kommunistischen Internationale. Bd. 11, ZDB-ID 230080-1), Hamburg 1921.
- Rosa Luxemburg, Karl Liebknecht, Leo Jogiches. Verlag der Kommunistischen Internationale u. a., Hamburg u. a. 1921 (Volltext online).
- In den Reihen der deutschen Revolution, 1909–1919. Gesammelte Aufsätze und Abhandlungen. Wolff, München 1921 (eine Sammlung von Aufsätzen aus Zeitungen und Zeitschriften), Digitalisat.
- Wege der russischen Revolution. Verlag der Kommunistischen Internationale (Hoym in Kommission, Hamburg), s. l. 1922.
- Nach Genua und Haag (= Kleine Bibliothek der russischen Korrespondenz. Bd. 75/76, ZDB-ID 517237-8). Hoym Nachfolger, Hamburg 1922.
- Lenin. Sein Leben, sein Werk. Neuer Deutscher Verlag, Berlin 1924.
- Ernest Mandel, Karl Radek: Rosa Luxemburg. Leben – Kampf – Tod. isp-Verlag, Frankfurt 1986, ISBN 3-88332-110-9.

## Rezeption
Radek hat in der Literatur und darstellenden Kunst eine Rezeption erfahren wie wenige andere Bolschewiki:
- Lion Feuchtwanger war beim Schauprozess und der Urteilsverkündung gegen Radek im Gerichtssaal in Moskau anwesend, als er für sein „Propagandawerk“ Moskau 1937 recherchierte, das eine Antwort auf die kritische Darstellung der Zustände in der Sowjetunion liefern sollte, die Andre Gide in seinem Buch Zurück aus der Sowjetunion in dem Jahr 1936 verfasst hatte.[17] Feuchtwanger lieferte ein überaus positives Bild der Sowjetunion und Stalins. Vor allem rechtfertigte er in seinem Buch auch den Prozess gegen Radek und andere. Er hielt Radek wegen dessen Geständnisses für schuldig, denn er konnte sich nicht vorstellen, dass das Geständnis Radeks unter Zwang und Folter zu Stande gekommen war. Er schrieb unter anderem diese Sätze: „Als ich... dem Prozess beiwohnte, als ich ...Radek ...sah und hörte, zergingen in dem sinnlichen Eindruck dessen, was diese Angeschuldigten und wie sie es sagten, meine Bedenken, wie sich Salz in Wasser löst. Wenn das gelogen ist oder arrangiert, weiß ich nicht, was Wahrheit ist.“[18]
- Arthur Koestler wurde von Radek zur Hauptfigur in dem Roman Sonnenfinsternis (1940) inspiriert.
- Jochen Steffen hat gemeinsam mit Adalbert Wiemers eine Darstellung verfasst. Sie erschien unter dem Titel Auf zum letzten Verhör. Erkenntnisse des verantwortlichen Hofnarren der Revolution Karl Radek (1977).
- Stefan Heym spiegelt die Widersprüchlichkeit der Persönlichkeit von Radek in dem biographischen Roman Radek (1995).
- Die Bregenzer Festspiele und die Neue Oper Wien zeigten im August 2006 die Uraufführung von Richard Dünsers Kammeroper Radek über eine der „politischen Schlüsselfiguren des 20. Jahrhunderts“.[19]
- Thomas Persdorf lässt Radek in seinem Roman Entlang des Großen Krieges (2013) in fiktiven (S. 229–231,363) und historischen Szenen zum Friedensvertrag von Brest-Litowsk (S. 188–209) auftreten.[20]
- In Wolfgang Schleifs Fernsehfünfteiler Bürgerkrieg in Rußland (ZDF 1967/68) wird Radek von Rolf Schimpf dargestellt.